# Arena Volgogrado
Arena Volgogrado é um estádio russo de futebol, que foi sede da Copa do Mundo FIFA de 2018.

## Copa do Mundo FIFA de 2018
| Data        | Hora  | 1ª equipe      | Placar | 2ª equipe  | Fase    | Público |
| ----------- | ----- | -------------- | ------ | ---------- | ------- | ------- |
| 18 de Junho | 21:00 | Tunísia        | 1 – 2  | Inglaterra | Grupo G | 41,064  |
| 22 de Junho | 18:00 | Nigéria        | 2 – 0  | Islândia   | Grupo D | 40,904  |
| 25 de Junho | 17:00 | Arábia Saudita | 2 – 1  | Egito      | Grupo A | 36,823  |
| 28 de Junho | 17:00 | Japão          | 0 – 1  | Polónia    | Grupo H | 40,904  |